# 50 Plus
50 Plus (typographié 50+ ou 50PLUS) est un parti politique néerlandais dont l'objet est les intérêts des personnes âgées.
Le parti est fondé par Maurice Koopman, Alexander Münninghoff et Jan Nagel en 2009.

## Résultats électoraux

### Élections législatives
| Année | Voix    | %    | Sièges  | Rang |
| ----- | ------- | ---- | ------- | ---- |
| 2012  | 177 631 | 1,9  | 2 / 150 | 11e  |
| 2017  | 327 131 | 3,1  | 4 / 150 | 10e  |
| 2021  | 106 702 | 1,0  | 1 / 150 | 15e  |
| 2023  | 51 043  | 0,49 | 0 / 150 | 17e  |

### Parlement européen
| Année | Voix    | %    | Mandats | Rang |
| ----- | ------- | ---- | ------- | ---- |
| 2014  | 175 343 | 3,7  | 0 / 26  | 10e  |
| 2019  | 215 199 | 3,9  | 1 / 29  | 9e   |
| 2024  | 58 498  | 0,94 | 0 / 31  | 14e  |